# Highwire (The Rolling Stones)
Highwire is een nummer van The Rolling Stones uit 1991. Het is de eerste single van hun livealbum Flashpoint.
"Highwire" is een protestlied tegen de Golfoorlog van 1990-1991. Het nummer werd een (bescheiden) hit in Europa. In het Verenigd Koninkrijk haalde het een bescheiden 29e positie. In de Nederlandse Top 40 was het goed voor een 9e positie, en in de Vlaamse Radio 2 Top 30 kwam het een plekje hoger.